# Happy (singel Pharrella Williamsa)
Happy – singel amerykańskiego producenta muzycznego i wokalisty RNB Pharrella Williamsa. Wchodzi w skład ścieżki dźwiękowej do filmu Minionki rozrabiają. Jest również pierwszym singlem promującym jego drugi solowy album. Piosenka została napisana, zaśpiewana i wyprodukowana osobiście przez Pharrella. Utwór uzyskał nominację do Oskara jako Najlepsza Piosenka Oryginalna (Best Original Song).

## Personalia
- Pharrell Williams – tekst, kompozycja, wokal, produkcja muzyczna
- Rhea Dummett, Trevon Henderson, Ashley L. Lee, Shamika Hightower, Jasmine Murray i Terrence Rolle – chórki
- Andrew Coleman i Mike Larson – aranżacja, obróbka cyfrowa
- Andrew Coleman i Mike Larson oraz Matthew Desrameaux – realizacja nagrania w Circle House Studios w Miami
- Leslie Brathwaite – zmiksowanie w Music Box Studios w Atlancie

## Teledysk
Razem z datą publikacji singla na stronie internetowej 24hoursofhappy.com ukazał się wideoklip do piosenki "Happy". Jest to pierwszy teledysk całodobowy na świecie. Teledysk rozpoczyna się sceną, w której uśmiechnięty Pharrell Williams klaszcze w dłonie przechadzając się w nocy po sklepach i parkingach Los Angeles. Obraz z 360 razy zapętlonym czterominutowym utworem pokazuje różnych ludzi rzekomo śpiewających "Happy" i tańczących podczas spaceru przy ulicy. Niemal w ogóle w wideo nie występują nawiązania do filmu Minionki rozrabiają, który on promuje. Jedynym takowym jest kilkukrotne pojawienie się tytułowych bohaterów – minionków, między innymi w scenie z 3 godziny, gdzie Pharrell w ich otoczeniu tańczy w kinie, gdzie akurat wyświetlany jest ów film. Występują tu m.in. znane osobistości jak Sérgio Mendes, Jamie Foxx, JoJo czy Magic Johnson. Sam Williams pojawia się łącznie 24 razy na początku każdej z godzin doby. Klip zrealizował zespół producencki 'i am OTHER'. Oficjalny teledysk trwa natomiast ok. 4 minut i składa się ze scen wyciętych z dobowej wersji teledysku.

## Odbiór
Inspirując się oryginałem polska grupa Lee Bross nagrała wideo non-profit, gdzie krakowianie tańczą do "Happy" w zimowej scenerii celem promocji radości z życia. W ślad Krakowa poszły inne miasta, m.in. Łódź, Poznań, Trójmiasto i Wrocław, Wadowice.